# アラスカ物語
『アラスカ物語』（アラスカものがたり）は、新田次郎の長編小説。新潮社から刊行され、のち新潮文庫に収録された。日系1世フランク安田の半生を描く。

## あらすじ
明治時代の初め、日本を離れアラスカにたどり着き、現地の女性と結婚した男がいた。その男は飢餓に苦しむエスキモーのために新天地を築き、「ジャパニーズ・モーゼ」と呼ばれた。
主人公とアラスカ住民とのふれあい、夢と挑戦の生涯を描く。

## 映画
この映画で、主演の北大路欣也は、第1回日本アカデミー賞主演男優賞にノミネートされた。

### キャスト
- フランク安田（恭輔） - 北大路欣也
- タカブック - 丹波義隆
- ジョージ大島 - 宍戸錠
- ネビロ - 三林京子
- リッキーナ - 宮下順子
- タッチャンガ - 夏八木勲
- ナトック - 川口節子
- 祈祷師モリサック - 小松英三郎
- アマオーカ - 岡田英次
- トム・カーター - ウイリアム・ロス
- チャールス・ブロワー - ダン・ケニー
- ニルシーナ - 記平佳枝
- ベアー号船長 - デェイブ・フリードマン
- ベア号船員A - ディック・ネイビアス
- ベア号船員B - デンス・ファーレル
- ベア号船員C - ブライアン・ビンブガム
- ビル・ワーレス - タム・ガレインジ
- ジム・ハートン - ジム・バワーズ
- アラシュック大酋長 - 丹波哲郎

### スタッフ
- 監督：堀川弘通
- 脚本：井手雅人
- 助監督：奥村正彦
- 製作：田中友幸、藤井浩明、山田順彦
- 制作補：内山甲子郎
- 撮影：岡崎宏三
- 音楽：佐藤勝
- 美術：薩谷和夫
- 録音：原島俊男
- 編集：黒岩義民